# Ōgata (Akita)
Ōgata (大潟村?) è un villaggio giapponese della prefettura di Akita.